# Jesús Degollado Guízar
José de Jesús Degollado Guízar est un général mexicain né à Cotija en 1892 et mort le 27 août 1957 à Guadalajara. Il commande les révoltés catholiques pendant la guerre des Cristeros entre 1926 et 1929.

## Jeunesse
José de Jesús naît en 1892 à Cotija, dans l’État mexicain Michoacán. Il est le fils du médecin Santos Degollado Carranza (1870-1920) et de Maura Guízar Valencia (1867-1922). Son grand père paternel se nomme Rafael Degollado, et Rafael Guízar Valencia, évêque de Veracruz, est le frère de sa mère[source insuffisante]. Ses parents, très religieux, l'élèvent dans la foi catholique. 
Il est encore très jeune quand sa famille déménage à Sahuayo pour des raisons de travail. Dans sa vingtaine, Degollado poursuit des études de médecine et s'installe à Atotonilco el Alto en Jalisco ; il s'y affilie à l'Association catholique de la jeunesse mexicaine et à l'Unión de Católicos Mexicanos (association connue sous l'initiale « U » et qui reste clandestine jusqu'à la fin de la guerre des Cristeros, comme celle des Brigadas femeninas). Il devient président du Syndicat des travailleurs catholiques d'Atotonilco.

## Guerre des Cristeros
En 1926, une partie de la population mexicaine, principalement rurale et catholique, se soulève contre le gouvernement du président Plutarque Elías Calles qui tente de réduire l'influence de l'Église catholique dans le pays. Début 1927, Degollado effectue quelques missions pour les révoltés. C'est en mars qu'il en rencontre les dirigeants, le père José Reyes Vega, Lauro Rocha, Luis Anaya et Pedro Gonzalez, qui lui confient la supervision d'une opération de livraison d'armes à Guadalajara. En mars 1927, il s'engage dans l'Armée de libération cristero (Ejército libertador cristero), où la Ligue nationale de défense religieuse le nomme mi 1927 général de division et chef des opérations pour la région occidentale, qui comprend l'ouest du Michoacán, le sud du Jalisco et le Nayarit, sous les ordres du général en chef Enrique Gorostieta Velarde. Cette nomination le surprend, dans la mesure où il n'a guère d'expérience militaire. En septembre il commande la División del Sur, une formation de huit mille hommes, répartis en neuf régiments et une colonne mobile, qui opére entre Guadalajara, Colima, Tepic et Los Teyes. Elle se distingue en particulier lors de la prise de Manzanilla (mai 1928) et de la conquête de Cocula et Juchitlán. 
Le 1er décembre 1928 Degollado expose ses considérations sur les quatre ans de présidence d'Elías Calles dans son manifeste Todo llega y pasa. 
Le 2 juin 1929, Degollado succède à Gorostieta, tué, en tant que général en chef du mouvement cristero. José Gutiérrez y Gutiérrez le remplace à la tête de la División del Sur et le père Aristeo Pedroza devient commandant des Altos de Jalisco. Le lendemain de sa nomination, les autorités gouvernementales enlèvent son épouse Soledad Bouquet Carranza (1892-1987), demandant sa démission en échange de sa libération ; Degollado parvient cependant à la faire libérer indemne. L'armée des Cristeros compter alors cinquante mille hommes. 
En juillet 1929, Degollado organise la démobilisation de l'armée, après l'accord de paix signé un mois plus tôt entre l'archevêque de Morelia et le président Emilio Portes Gil qio a succédé à Elías Calles. Outre la fin des hostilités, le traité acte notamment l'amnistie pour les Cristeros et la restitution des biens de l’Église. 
Malgré ces accords, les autorités pourchassent et assassinent les anciens officiers et soldats cristeros — qui dans les trois ans qui suivent sont plus nombreux à tomber que pendant la phase active de la guerre. Craignant pour sa vie, Degollado s'exile aux États-Unis et ne revient au Mexique que dans les années 1940. Il meurt d'un cancer le 27 août 1957 à Guadalajara[source insuffisante].